# Михайло Данилишин
Михайло Данилишин (ісп. Miguel Danylyszyn; 19 жовтня 1903, Тернавка — 6 березня 1986, Буенос-Айрес) — громадський та церковний діяч, перший упорядник архівів української громади в Аргентині, один з фундаторів українського культурного товариства «Просвіта» в цій країні. За визнання заслуг став першим почесним президентом «Просвіти». Єдиний з членів «Просвіти» отримав золоту медаль з посвятою та емблемою «Просвіти».

## Життєпис

### Походження
Народився 19 жовтня 1903 р. у селі Тернавка, сучасного Жидачівського району Львівської області. Син Матвія Данилишина (підстаршина та учасник визвольних змагань, співробітник культурно-освітніх та суспільно громадських установ Жидачівщини) та Тетяни Кулик. Їх могили та родинна хата збереглися в с. Тернавка.

### Освіта
Початкову освіту здобув у своєму селі. Вчився в середній школі в Стрию. Навчався у гімназії, але поляки її закрили. Тож вступив на кооперативні курси у Станіславові (суч. Івано-Франківську) 21 березня 1919 року за ЗУНР. З 10 травня 1924 р. проходив строкову військову службу в Війську Польському. 1 жовтня 1926 р. вийшов у запас.

### Еміграція

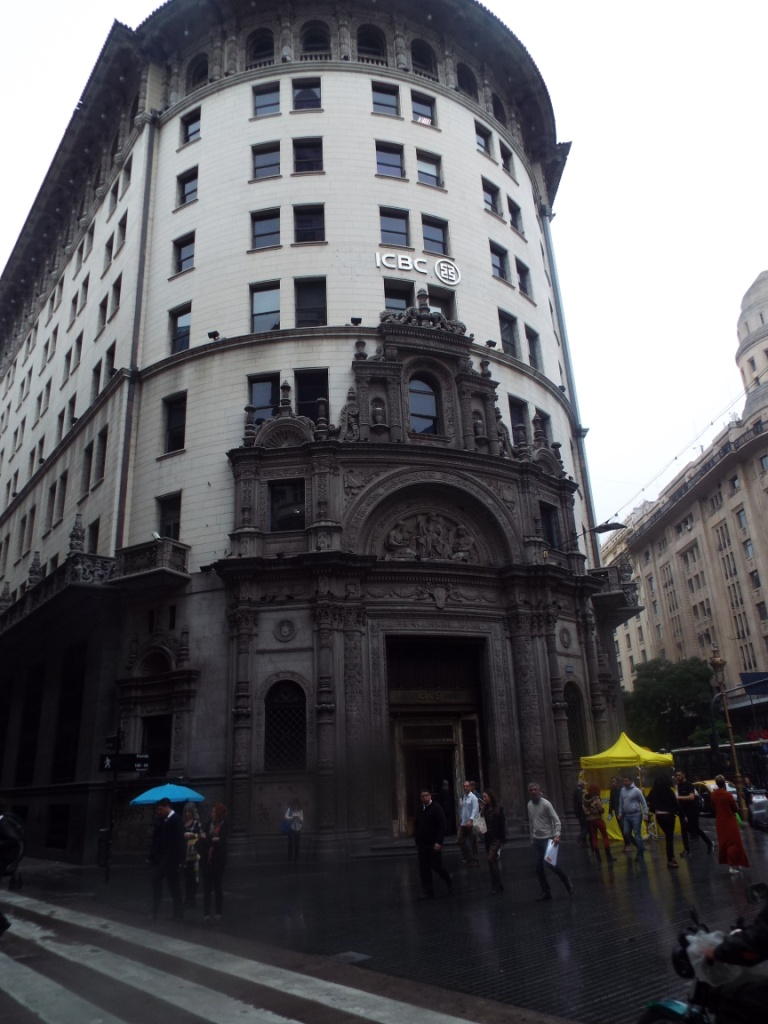
Будинок колишнього банку «Бостон», фото 2017 р.

До Аргентини виїхав на заробітки, щоб купити трохи землі. 28 липня 1927 року виїхав з порту Булонь-сюр-Мер, прибув до порту Буенос-Айреса 21 серпня 1927 р. разом з групою українських емігрантів. Спочатку працював у столярні, а потім у банку «Бостон» по вул. Mitre 562. [Архівовано 23 лютого 2022 у Wayback Machine.]

### Діяльність в УКТ «Просвіта»
Після вирішення питань, пов'язаних із зайнятістю та житлом, він звернувся до пошуку української громади в Аргентині, одразу вступивши до українського культурного товариства «Просвіта», яке на той час перебувало на початку свого існування (створено 1924 р.). 1931 р. Михайло Данилишин стає головою УКТ «Просвіта» і практично є постійним членом її керівної ради на різних посадах, щоб нарешті та після численних каденцій головування стати її першим почесним головою. Цю посаду Михайло Данилишин обіймав до своєї смерті 6 березня 1986 р.
Ставши головою «Просвіти» М. Данилишин започаткував перший збір коштів на придбання домівки для організації в Буенос-Айресі. «Просвіта» під його керівництвом організувала театральні вистави. Як лідер УКТ «Просвіта» з оказії необхідності проведення української урочистості був організатором і секретарем першої міжоб'єднавчої наради 13.12.1931 р., яка пройшла в будинку «Просвіти» по вул. Gurruchaga 2371 [Архівовано 22 лютого 2022 у Wayback Machine.], яка мала об'єднати українські організації в Буенос-Айресі. Цей з'їзд створив Українську центральну репрезентацію. Він був також головою і секретарем різних з'їздів українців Аргентини. Він здійснив декілька поїздок до внутрішніх районів країни, щоб представити організацію та зібрати інформацію про українську громаду в провінціях Місьйонес, Чако та Формоса.

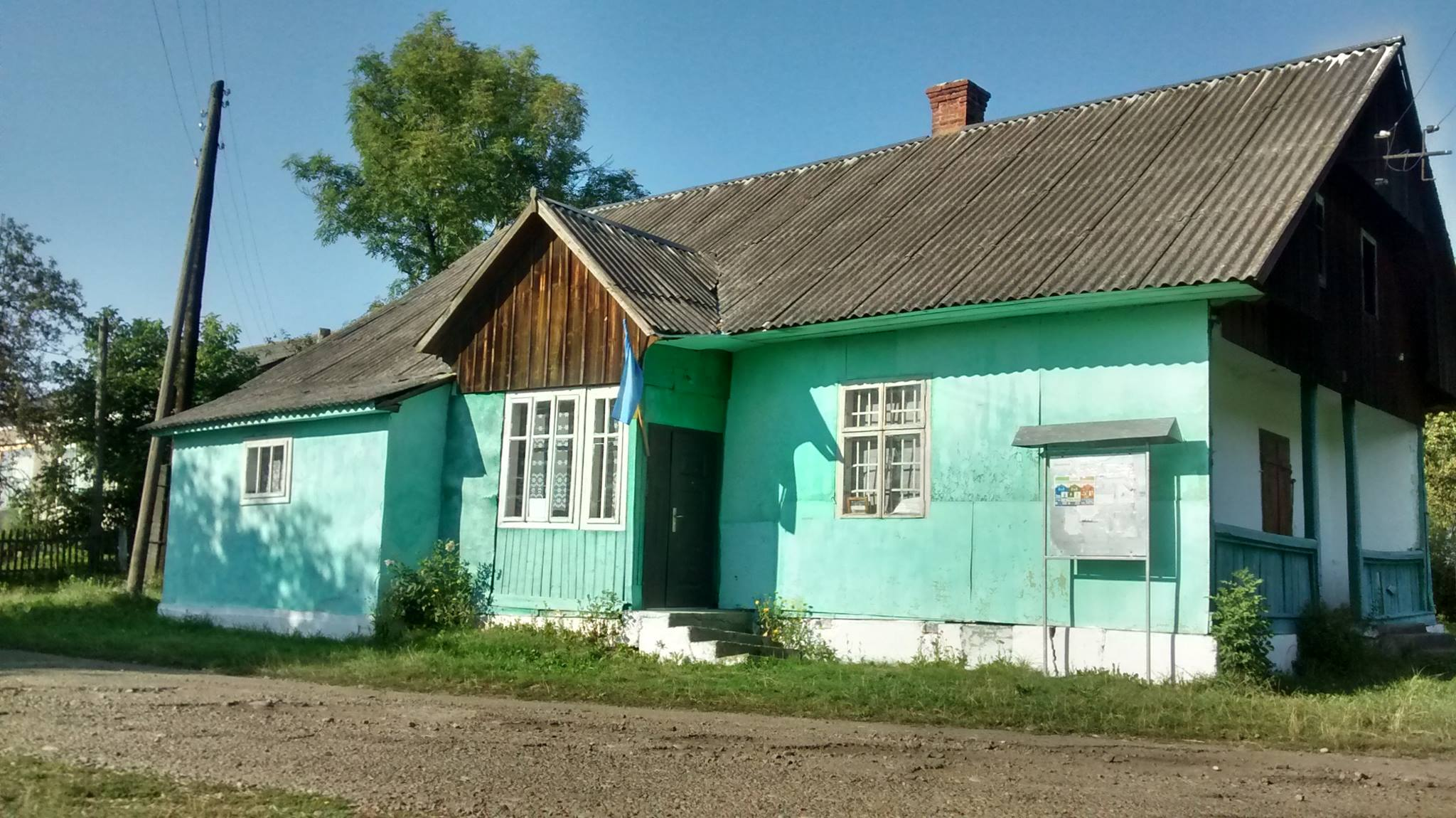
Будинок читальні «Просвіти» та кооператива «Час» в с. Тернавка

Михайло Данилишин оплачував членські внески на підтримку материнської «Просвіти» у Львові. Започаткував збірку на потреби «Просвіти» в рідному с. Тернавка. Будинок Народного дому «Просвіти» збудований за участі внесків українців, що працювали в Аргентині зберігся в селі. Розглядав можливість відкриття в Буенос-Айресі філії організації «Відродження» під впливом УВО. Михайло Данилишин присвятив багато часу збору, вивченню і упорядкуванню даних про українську громаду в Аргентині. Йому належить ідея створення першого українського музею.
Паралельно з роботою лідера «Просвіти» розвивав важливу журналістську роботу, його статті публікувалися майже у всій вільній пресі української діаспори. Найбільш часто він дописував до українських часописів Північної Америки: «Свобода», «Визвольний шлях» та «Український самостійник». При цьому він використовував такі псевдоніми: М Бескид, M Вировий, Тарнавський, Тарнавчанин, Колючка та МД. Його статті відображали не лише діяльність української громади в Буенос-Айресі та Місьйонесі, але й Парагваї та Уругваї. Був директором і розпорядником газети «Українське слово», ініціатором, укладачем та автором майже всіх понад 30-ти випусків українського календаря «Просвіти», перший номер якого вийшов у 1934 р. Останній підготований ним номер вийшов 1983 р.
У 1979 р. він опублікував книгу «Українці в Аргентині» — першу книгу, яка документує становлення, життя та розвиток української імміграції в країні та висвітлює великий документальний і фотографічний архів, який він збирав протягом свого життя під час численних подорожей різними громад та листування, яке воно веде з різними поселеннями українців у різних аргентинських провінціях.
Михайло Данилишин застосовував практику анкетування членів спільноти з метою фіксації їх спогадів.

### Хронологія діяльності у «Просвіті»
- 06.10.1927 р. член УКТ «Просвіта» в Аргентинській республіці (реєстраційний № 17);
- 06.01.1929 р. очолює збори та обирається головою УКТ «Просвіта»;
- 13.01.1929 р. обраний до складу ревізійної комісії УКТ «Просвіта»;
- 06.10-1929 р. очолює збори та обирається до суду Честі (Tribunal de Honor) УКТ «Просвіта»;
- 30.11.1929 р. очолює збори УКТ «Просвіта»;
- 19.01.1930 р. обирається головою ревізійної комісії;
- 28.02.1931 р. головує на зборах і обирається головою УКТ «Просвіта»;
- 00.07.1931 р. перша розповідь про діяльність українців в Аргентині опублікована в часописі «Життя і знання» № 10-11 (46-47)) «де що про Арґентину» («Дещо про Арґентину»).
- 03.01.1932 р. переобраний головою УКТ «Просвіта»;
- 00.05.1932 р. публікує інформацію про діяльність «Просвіти» в Аргентині. «Життя і знання» № 7 (55) «Вісті із Просвіти»;
- 28.01.1934 р. обраний віце-головою УКТ «Просвіта»;
- 00.02.1934 р. публікує статтю про «Просвіту» в Аргентині в журналі Життя і Знання / № 2 (77) лютого («Життя і знання») «Товариство Просвіти в Аргінтині»
- 03.02.1935 р. обирається помічником секретаря УКТ «Просвіта»;
- 02.02.1936 р. обраний секретарем зборів і адміністратором «Просвіти»;
- 31.01.1937 р. головує на зборах УКТ «Просвіта»;
- 06.02.1938 р. обраний віце-президентом УКТ «Просвіта»;
- 05.02.1939 р. обраний віце-президентом УКТ «Просвіта»;
- 04.02.1940 р. обраний віце-президентом УКТ «Просвіта»;
- 02.02.1941 р. обраний помічником секретаря УКТ «Просвіта»;
- 08.02.1942 р. обраний до складу ревізійної комісії з розгляду рахунків УКТ «Просвіта»;
- 31.01.1943 р. головує на зборах, обирається членом Ревізійної комісії УКТ «Просвіта»;
- 06.02.1944 р. головує на зборах та обирається головою Ревізійної комісії УКТ «Просвіта»;
- 04.02.1945 р. очолює збори та обирається головою ревізійної комісії;
- 03.02.1946 р. очолює збори та обирається членом ревізійної комісії;
- 02.02.1947 р. головує на зборах УКТ «Просвіта»;
- 31|.01.1948 р. головує на зборах і обирається помічником секретаря;
- 30.01.1949 р. стає секретарем зборів та обирається помічником секретаря;
- 12.02.1950 р. Головує на зборах і обирається віце-головою;
- 28.01.1951 р. його обирають головою «Просвіти»;
- 27.01.1952 р. обирається віце-головою УКТ «Просвіта»;
- 08.02.1953 р. його обирають головою УКТ «Просвіта»;
- 08.02.1953 р. його обирають почесним головою УКТ «Просвіта» в Аргентині;
- 07.03.1965 р. головує на зборах і обирається до Суду честі;
- 13.03.1966 р. очолює збори УКТ «Просвіта»;
- 04.01.1967 р. очолює збори УКТ «Просвіта»;
- 24.03.1968 р. очолює збори УКТ «Просвіта» і обирається Судом честі;
- 30.05.1969 р. очолює Асамблею УКТ «Просвіта»;
- 19.04.1970 р. очолює Асамблею УКТ «Просвіта»;
- 00.04.1971 р. під псевдонімом Тарнавчанин пише «Терном, терном там доріжка іде…(спогад про село Тарнавка)» до III тому Стрийщини / Збірник історії та спогадів, виданий у 1993 р. Нью-Йорк;
- 25.04.1071 р. головує на зборах та очолює Суд честі;
- 23.04.1972 р. головує на зборах;
- 00.00.1979 р.  видає книгу «Українці в Аргентинській Республіці»;
- 29.06.1980 р.  обраний до Суду честі[1].

### Участь у церковному житті
Михайло Данилишин був активним парафіянином і надавав велику допомогу українській греко-католицькій церкві у Буенос-Айресі.

### Родина та місця проживання

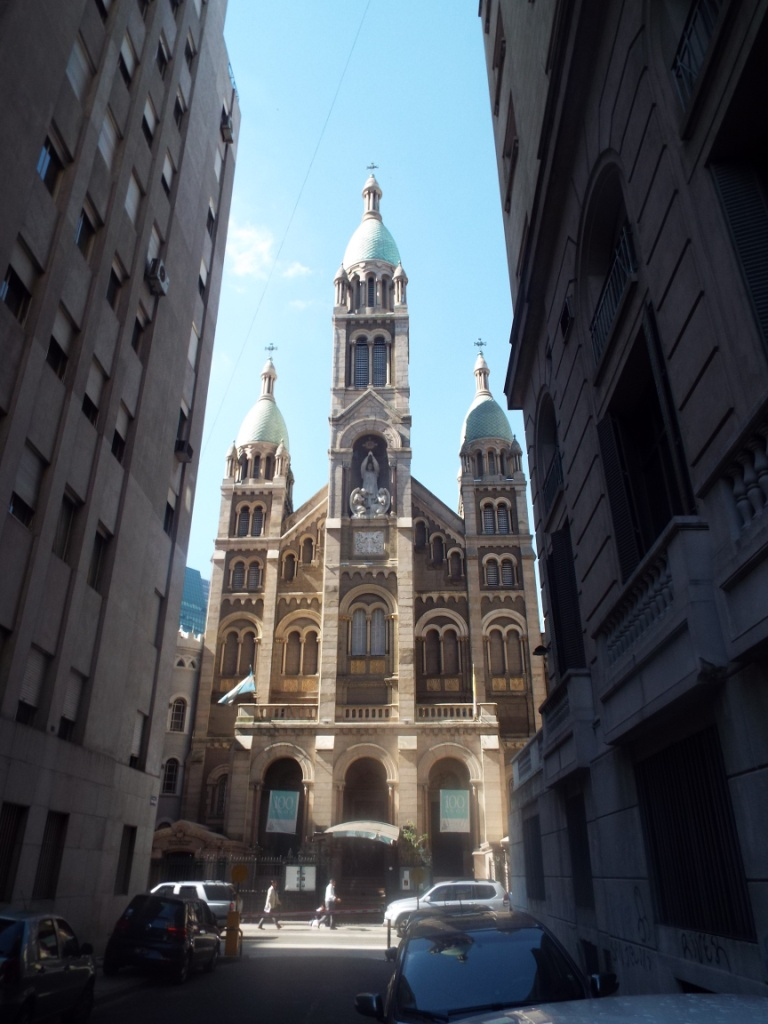
Костел святого Сакраменту, вул. San Martin 1039 — місце шлюбу Михайла Данилишина та Розалії Бойчук у Буенос-Айресі. Фото 2020 р.

5 листопада 1938 р. одружився з Розалією Бойчук, яка була його супутницею і опорою на все життя. З якою у нього було четверо дітей: Володимир, Ольга, Юрій та Роман. Шлюб відбувся у костелі св. Сакраменту у Буенос-Айресі його давав отець О. Пилипенко. Юрій Данилишин наразі виконує роль голови Просвіти та представника Південної Америки в Світовому конгресі українців.

## Місця проживання в Буенос-Айресі
- Вул. Moliere 2670 [Архівовано 22 лютого 2022 у Wayback Machine.][голе посилання];
- Вул. Mozart 614 [Архівовано 22 лютого 2022 у Wayback Machine.][голе посилання];
- Вул. la Cordillera 1141 [Архівовано 22 лютого 2022 у Wayback Machine.][голе посилання];
- Вул. Umberto Primo (номер не відомий).

## Поховання

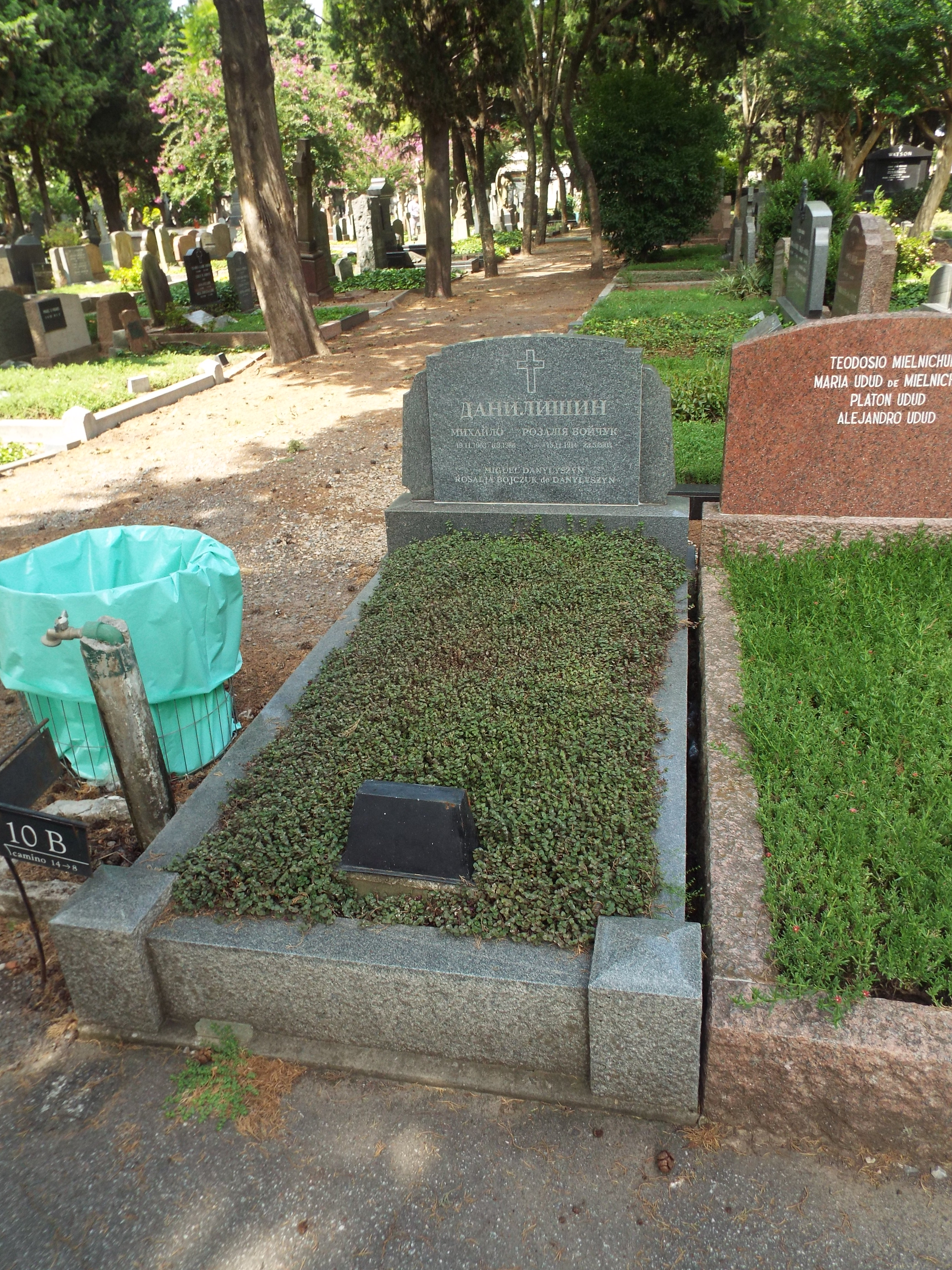
Могила Михайла Данилишина та Розалії Бойчук на Британському цвинтарі Буенос-Айреса. Фото 2020 р.

- Могила Михайла Данилишина та Розалії Бойчук на Британському цвинтарі Буенос-Айреса. Фото 2020 р.  Помер 06.03.1986 р. у Буенос-Айресі[7]. Його останки спочатку були поховані на міському цвинтарі Буенос-Айреса — Чакаріта на колумбарії. Пізніше родина покійного перепоховала Михайла Данилишина на Британському цвинтарі в Буенос-Айресі. Тут він покоїться разом із дружиною Розалією Бойчук. Координати поховання 34º35.4300’, 58º27.9000’[8].

## Публікації

### Статті
- Zyttia i Znannia / Nro. 7 (55) («La Vida y el Conocimiento»).
- «Visti iz Prosvity» (Novedades de Prosvita) 00.05.1932.
- Zyttia i Znannia / Nro. 2 (77)  Febrero («La Vida y el Conocimiento»).
- «Товариство Просвіта в Аргентині» (La Asociació Prosvita en la Argentina) 00.02.1934.
- Данилишин М. «Українське слово» Календар «Просвіти», 1940 р. — С. 64-65.
- Просвітянин «Просвіта», її завдання і заслуги // Календар «Просвіта» на 1948 р.  С. 34-37.
- Вировий М. Праця наш капітал // Календар «Просвіта» на 1948 р.  С. 68-69.
- Вировий М. Завдання «Просвіти» на еміграції // Календар товариства «Просвіта» на 1951 р. С.34-35.
- Вировий М. Потреби і проблеми молоді // Календар товариства «Просвіта» на 1953 р. С. 65-66.
- Данилишин М. Українці в Аргентині. // Календар товариства «Просвіта» на 1953 р. С. 71-76.
- Данилишин М. 60-ліття українського поселення в Аргентині. // Календар товариства «Просвіта» на 1957 р. С. 69-72.
- Данилишин М. Українці в Аргентині // Український Самостійник 179—180 ст. 54/59 — Вересень 1972 Мюнхен — Німеччина.
- Данилишин М.  Українські поселення в Аргентині // Український самостійник. — 1972. — N.7-8 (липень-серпень). — С.54-59; № 9 (вересень).
- Данилишин М. Країни Південної Америки та українські поселення // Альманах Українського Народного Союзу на рік 1980. — Jersey City and New York: Svoboda Press, 1980. -  С.173–82.
- Тарнавчанин Терном, Терном там доріжка іде… (спогад про село Тарнавку) // Стрийщина / Історично — Мемуарний Збірник Том ІІІ — НТШ Ню Йорк 1993 Редактори: Ірина Пеленська / Климентій Баб'як.

### Книги

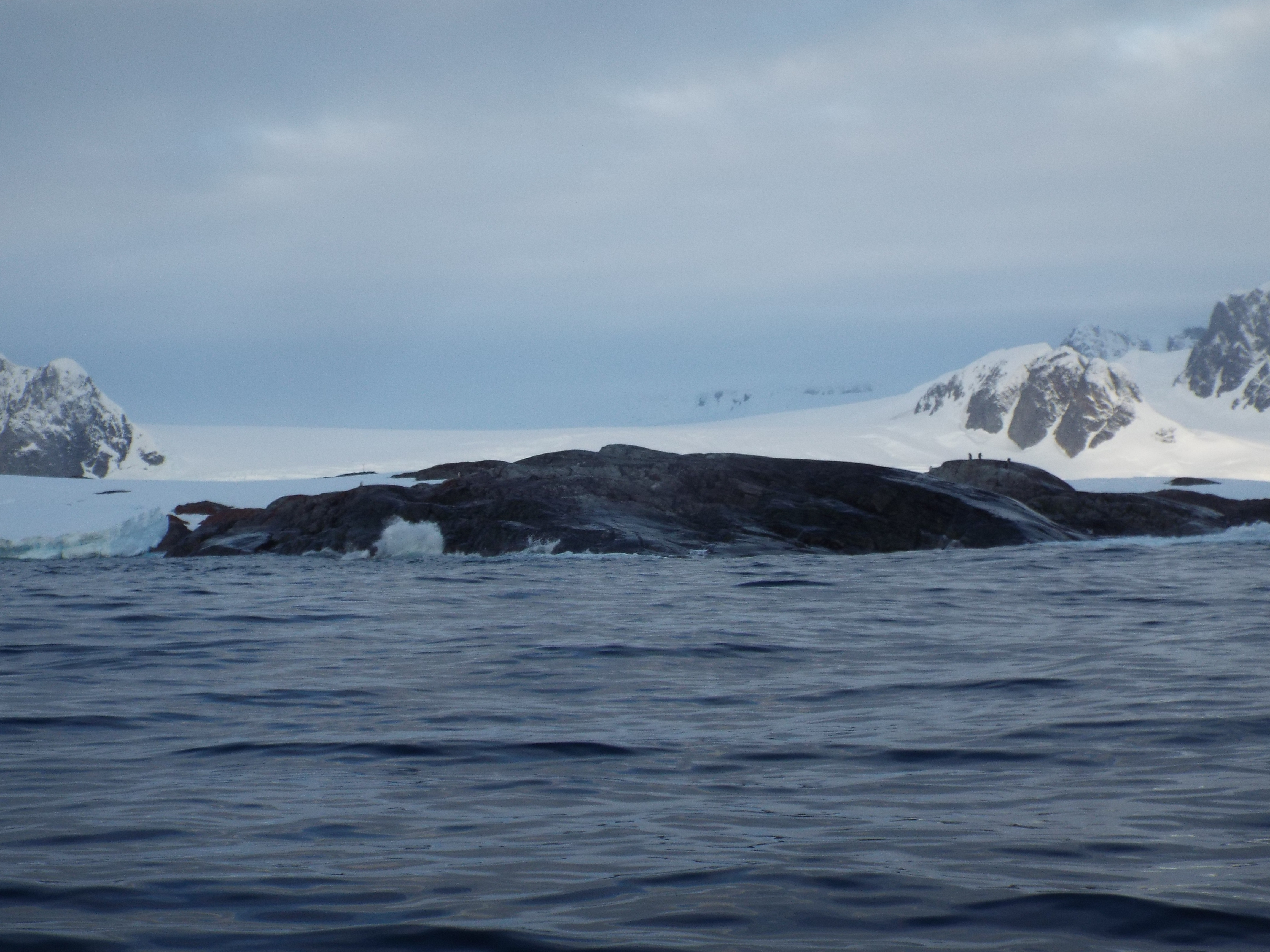
Скеля поблизу острова Фанфари з групи Аргентинських островів, яку запропоновано назвати ім'ям Михайла Данилишина. Фото 2022 р.

- Скеля поблизу острова Фанфари з групи Аргентинських островів, яку запропоновано назвати ім'ям Михайла Данилишина. Фото 2022 р.Данилишин М.  Українці в Аргентині. — Buenos Aires: Dorrego, 1979. [Архівовано 10 березня 2022 у Wayback Machine.][голе посилання]

### Вшанування пам'яті
Запропоновано назвати ім'ям Михайла Данилишина один з островів району Аргентинських островів-півострова Київ (Антарктика) — Скеля Данилишина (Danylyshyn Rock -65.217500, -64.193500 [Архівовано 22 лютого 2022 у Wayback Machine.]).